# Ernst Klodwig
Ernst Klodwig va ser un pilot de curses automobilístiques alemany que va arribar a disputar curses de Fórmula 1.
Ernst Klodwig va néixer el 23 de maig del 1903 a Aschersleben, Saxònia-Anhalt, Alemanya i va morir el 15 d'abril del 1973 a Hamburg, Alemanya.

## A la F1
Va debutar a la tercera temporada de la història del campionat del món de la Fórmula 1, la corresponent a l'any 1952, disputant el 3 d'agost el GP d'Alemanya, que era la sisena prova del campionat.
Ernst Klodwig va arribar a participar en dues curses puntuables pel campionat de la F1, repartides entre les temporades 1952 i 1953.

## Resultats a la Fórmula 1
| Any  | Equip         | Xassís | Motor | 1   | 2   | 3   | 4   | 5   | 6      | 7      | 8   | 9   | Posició | Punts |
| ---- | ------------- | ------ | ----- | --- | --- | --- | --- | --- | ------ | ------ | --- | --- | ------- | ----- |
| 1952 | Ernst Klodwig | BMW    | BMW   | SUI | 500 | BEL | FRA | GBR | ALE 12 | HOL    | ITA |     | -       | 0     |
| 1953 | Ernst Klodwig | BMW    | BMW   | ARG | 500 | HOL | BEL | FRA | GBR    | ALE 15 | SUI | ITA | -       | 0     |

### Resum
| Curses: | Victòries: | Pòdiums: | Poles: | Voltes ràpides: | Punts: |
| ------- | ---------- | -------- | ------ | --------------- | ------ |
| 2       | 0          | 0        | 0      | 0               | 0      |